# Bányai-ház (Kiskunfélegyháza)

A Bányai-féle ház 1910-ben épült szecessziós épület Kiskunfélegyházán, a Kossuth utcán. Bányai Mór ügyvéd építtette 1910-ben. Tervezői Vas József és Morbitzer Nándor, ugyanazok, akik az ekkor épülő szintén szecessziós stílusú városházát is tervezték. 
Az épület eredetileg földszintes lett volna, de az építtető 1910-ben a ház emeletesre történő felépítését kérte. 
Az épületnek fontos szerep jutott a Kossuth utca rendezésében, vonalának egyenessé tételében. Az eredeti telek nem nyúlt ki az utca vonaláig, ezért Bányai az utcavonal és saját telke közé eső részt a várostól átengedni kérte. Kiskunfélegyháza tanácsa ezt engedélyezte, az építési engedélyt azután adta meg.
A ház ma nem eredeti formájában áll fenn. Az 1970-es évek elején belsejében jelentős átalakításokat végeztek, megszüntették a szecessziós főbejáratot, feltöltötték a pincét. Később itt rendezték be a Helyőrségi Művelődési Otthont. 2008-ig itt működött a Móra Ferenc Művelődési Központ Ifjúsági- és Közösségi Háza. Ma több nyugdíjas klubnak ad helyet az épület, valamint a helyi kisközösségi rádiónak is itt található a stúdiója és a szerkesztősége. 2007-2008-ban az épületet tatarozták, a földszinti üzlethelyiségek ablakait alakították át, az eredeti kosáríves ablakok egyenes záródásúak lettek.